# Historyczność Mahometa

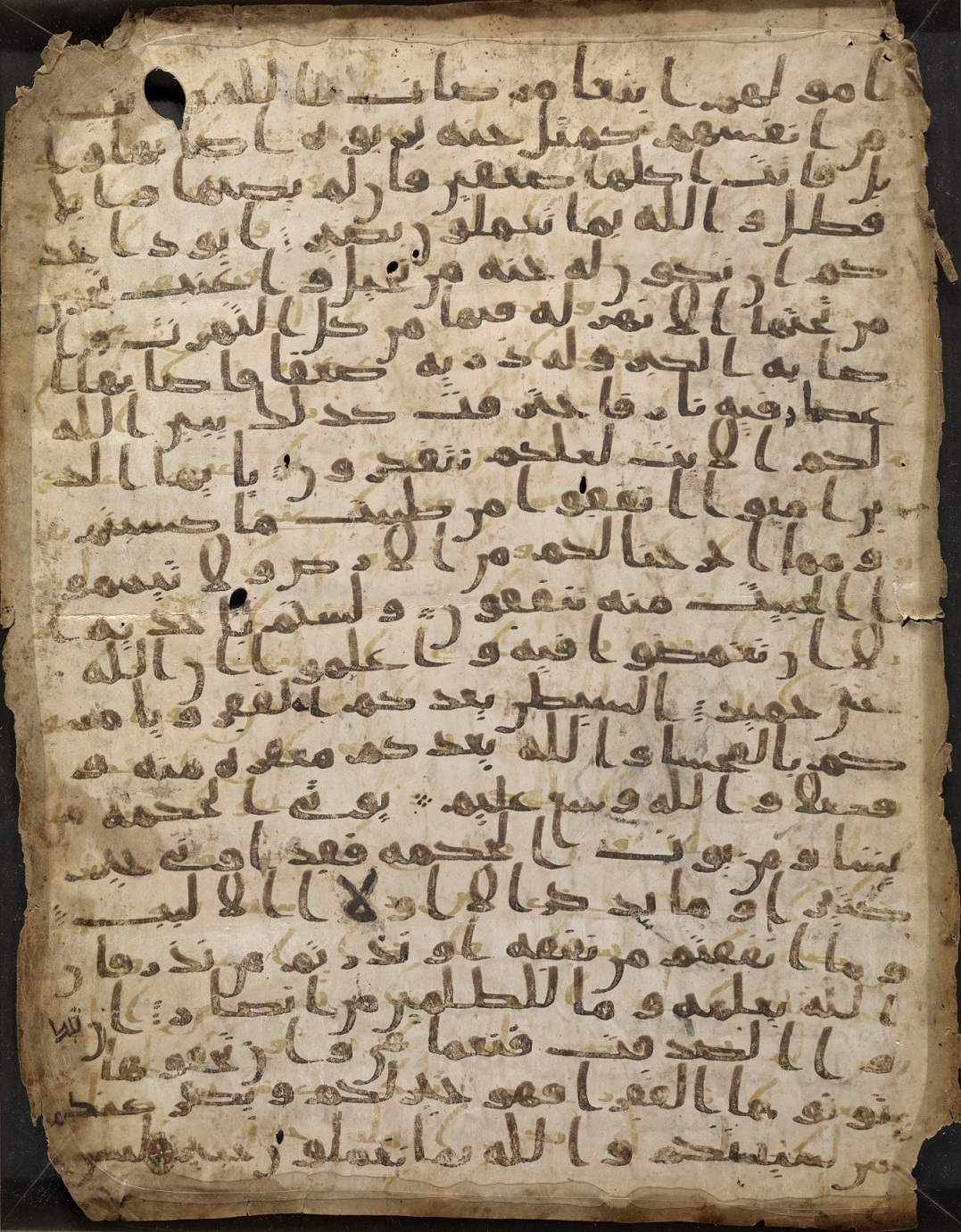
Nieparzysta strona folio manuskryptu z Sany.

Historyczność Mahometa – przedmiot dociekań naukowych i analizy danych historycznych w celu ustalenia, czy Mahomet istniał jako postać historyczna, gdzie i kiedy żył oraz czy któreś z najważniejszych wydarzeń jego życia, może być potwierdzone jako wydarzenie historyczne.

## Kategoryzacja źródeł
Najwcześniejszym muzułmańskim źródłem informacji traktującym o życiu Mahometa jest Koran, który dostarcza bardzo mało informacji na jego temat, a ponadto współcześnie historyczność tej księgi jest często kwestionowana przez historyków. Następne w kolejności są życiorysy Mahometa, znane pod nazwą sira, oraz opowieści przytaczające jego wypowiedzi i czyny zwane hadis (أحاديث). Informacje zaczerpnięte z tychże przekazów przetrwały w pracach muzułmańskich historyków, działających w VIII, IX i X wieku. Istnieją również stosunkowo nieliczne współczesne, lub prawie współczesne dla tego okresu źródła inne niż muzułmańskie, które potwierdzają istnienie Mahometa i pozwalają na dokonywanie porównań z tradycją islamską.

## Źródła muzułmańskie

### Koran

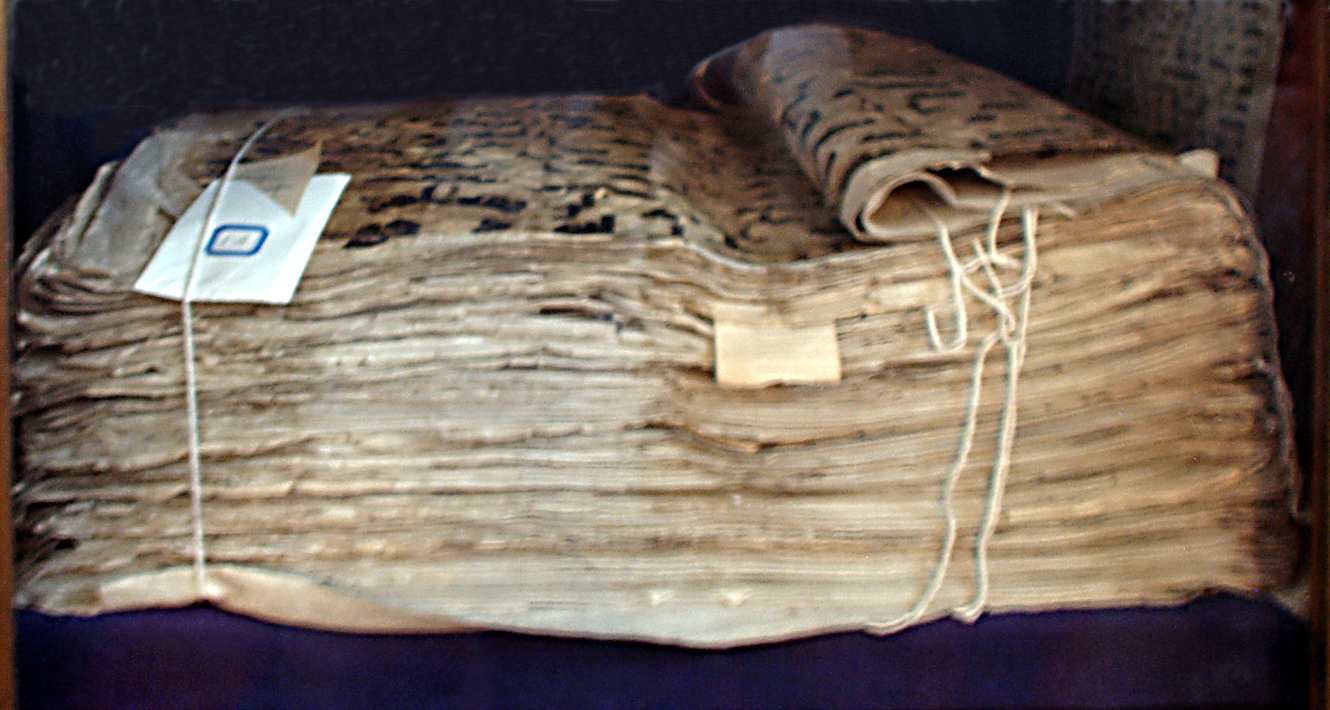
Napisany w stylu kufickim Manuskrypt z Samarkandy, obecnie przetrzymywany w Taszkencie. Najprawdopodobniej pochodzi z VIII, bądź IX stulecia, ale tradycyjnie przypisywany jest trzeciemu kalifowi Usmanowi, czyli na połowę VII wieku.

Według tradycyjnej nauki islamu, cały Koran został spisany przez towarzyszy Mahometa za jego życia, ale początkowo był on przede wszystkim przekazywany ustnie. Pisemna kompilacja całego Koranu w określonej formie, jaką dysponujemy teraz, powstała wiele lat po śmierci Mahometa, jednak nie wiadomo dokładnie kiedy. W środowisku naukowym toczy się obecnie debata na temat prawdziwej chronologii poszczególnych rozdziałów Koranu. W 1972 roku odnaleziono jeden z najstarszych koranicznych tekstów, w trakcie odnawiania Wielkiego Meczetu w Sanie na terytorium Jemenu. Badania manuskryptu z Sany przy pomocy węgla-14 z 99-procentową pewnością ustaliły datę napisania tego tekstu poniżej 671 roku. Z kolei badania paleograficzne ustaliły czas powstania manuskryptu na lata 690–750.

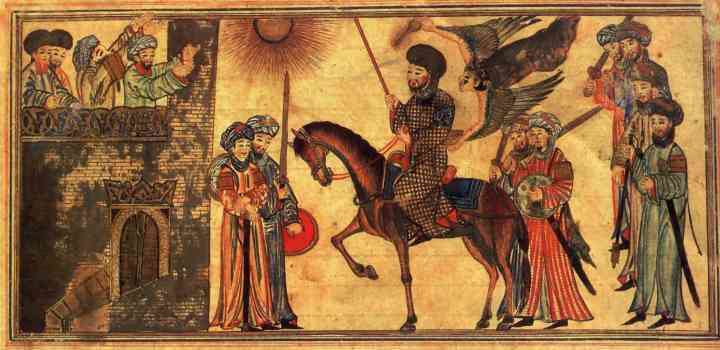
Czternastowieczny wizerunek Mahometa na koniu, odbierającego hołd od plemienia Banu Nadir.

Duńska badaczka Patricia Crone i Amerykanin Michael Cook zakwestionowali przekazany przez tradycję sposób, w jaki Koran został skompilowany, odnotowując jednocześnie, że nie ma niezbitych dowodów na istnienie Koranu w jakiejkolwiek formie przed ostatnim dziesięcioleciem VII wieku. Badacze ci podważyli również dokładność historycznych obliczeń w Koranie i uznali, że islam, w ujęciu niemuzułmańskich źródeł początkowo stanowił plemienny bunt przeciwko Bizancjum i sasanidzkiej Persji. Według Crone i Cooka Mahomet osobiście zdobył Jerozolimę, co miałoby znaczyć, że zmarł kilka lat później, niż podają muzułmańskie źródła. Opracowania Crone i Cooka stanowią świeże podejście wobec wczesnej historii islamu, jednak są niemal powszechnie odrzucane w środowisku naukowym, oraz traktowane jako antyislamskie i antyarabskie.

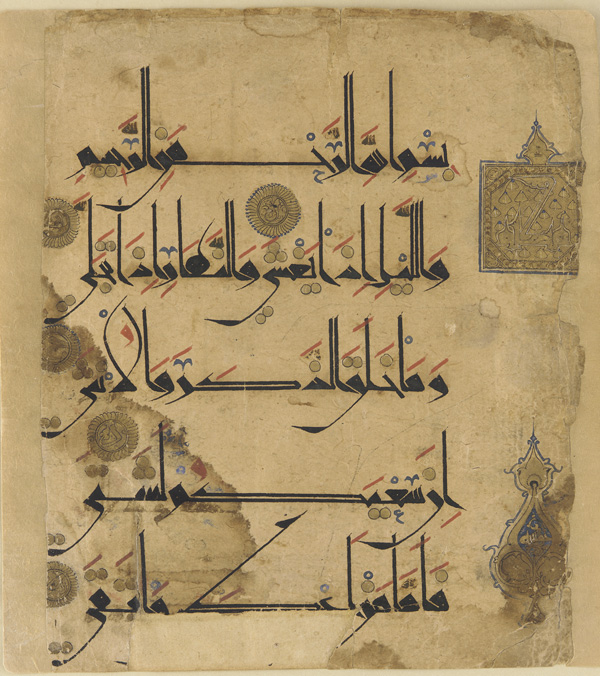
Folio kufickiego koranu pochodzącego z XI wieku z Persji.

Niemiecki naukowiec Gerd R. Puin na podstawie badań wspomnianych już, dawnych rękopisów koranicznych znalezionych w Jemenie, doszedł do wniosku, że Koran jest „koktajlem” tekstów, a niektóre z nich być może istniały sto lat przed Mahometem. Później Puin stwierdził, że te odnalezione fragmenty Koranu jemeńskiego nie różnią się od tych, które znajdują się w muzeach i bibliotekach na całym świecie, z wyjątkiem detali, które nie dotykają bezpośrednio samej treści, ale stanowią raczej różnice w sposobie pisania słów. Puin stwierdził, że Koran był ewoluującym tekstem, a nie tylko słowem objawionym Mahometowi, jak chcą muzułmanie. Z kolei Karl-Heinz Ohlig, profesor z Uniwersytetu Kraju Saary doszedł do jeszcze skrajniejszej konkluzji, iż osoba Mahometa nie była centralną postacią wczesnego islamu. Według Ohliga na tym etapie islam był w rzeczywistości arabską sektą chrześcijańską (prawdopodobnie ebionicką, ariańską, lub nestoriańską), na co dowodem ma być judaistyczna wiara Chadidży, czyli pierwszej żony Mahometa i chrześcijańskie wyznanie Bahiry – mnicha którego młody Mahomet miał poznać w czasie podróży z karawaną wielbłądów do Syrii. Zarówno Chadidża, jak i Bahira pojawiają się w tradycji islamskiej jako monoteiści. Bahira został między innymi wspomniany przez Jana z Damaszku na początku IX wieku w tekście, w którym przedstawił fikcyjną historię, wedle której mnich mógł być nauczycielem Mahometa. Wedle koncepcji Ohliga pierwsi muzułmanie mieli zastrzeżenia co do dogmatu o Trójcy Świętej, a późniejsze hadisy i biografie są w większej części legendarne i pełniły kluczową rolę w zerwaniu islamu ze swoimi chrześcijańskimi korzeniami, i w budowaniu pełnowymiarowej religii. Amerykański historyk John Wansbrough uważał, że Koran jest przetworem innych świętych pism, w szczególności zaś tych judeochrześcijańskich. Wspomnieni już Patricia Crone i Michael Cook również przychylili się do koncepcji zakładającej, że korzenie islamu głęboko tkwią w judaizmie, oraz wywnioskowali, że Arabowie i Żydzi byli dla siebie sojusznikami w erze wczesnych podbojów muzułmańskich. Naukowcy ci jednocześnie podkreślają, iż po rzekomym zdobyciu Jerozolimy, Mahomet nawiązał bliskie relacje z chrześcijanami, a następnie Samarytanami.

### Hadis

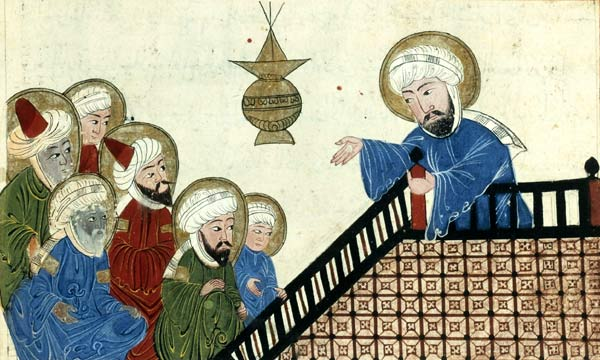
Siedemnastowieczny wizerunek przedstawiający Mahometa wygłaszającego pożegnalne kazanie swoim uczniom.

Większość zachodnich naukowców traktuje wiarygodność hadisów z ostrożnością. Orientalista Bernard Lewis stwierdził, że zapisywanie hadisów nastąpiło najwcześniej kilka pokoleń po śmierci Mahometa i w tym okresie możliwości fałszerstw i przeinaczeń były niemal nieograniczone. Nawet wczesnomuzułmańscy uczeni uznali, że niektóre hadisy zostały sfabrykowane, jednakże, niektórzy zachodni historycy bronią ogólnej autentyczności isnadu.

### Sira

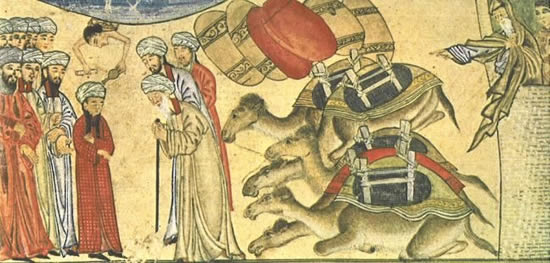
Mahomet spotyka syryjskiego mnicha Bahirę, miniatura z rękopisu Dżame at-Tawarich Raszidoddina. Tebriz, 1314

Według Wima Ravena, spójny wizerunek Mahometa nie może być wytworzony na podstawie biografii prorockich zwanych sira, których autentyczność jest podważana z wielu różnych powodów. Raven wymienia następujące argumenty przeciw autentyczności sir:
- prawie żadna sira nie powstała w pierwszym wieku islamu. Ponadto obecnie istniejące źródła, pochodzące z drugiego, trzeciego i czwartego wieku ery muzułmańskiej, to głównie kompilacje materiału pochodzącego z wcześniejszych przekazów[15].
- zbyt wiele rozbieżności występuje w różnych narracjach siry, choć panuje wyraźna zgoda co do najogólniejszych cech początków tradycyjnej historii[16]
- autorzy późniejszych źródeł twierdzą, że wiedzą więcej o czasach Mahometa niż twórcy wcześniejszych przekazów, aby upiększyć i wyolbrzymić wspólną ustną tradycję[17]
- w sirach występują różnice w porównaniu do źródeł innych niż muzułmańskie
- niektóre części lub gatunki sir, odnoszące się do cudów nie pasują jako źródła informacji do naukowej historiografii Mahometa, z wyjątkiem opisu doktryny społeczności islamskiej

Niemniej jednak takie treści pochodzące z sir, jak Konstytucja Medyny, są na ogół uważane za autentyczne zarówno przez muzułmanów, jak i historyków niemuzułmańskich.

## Źródła niemuzułmańskie

### Relacja nieznanego autora
Istnieje dość wczesny niemuzułmański opis arabskiego podboju Syrii, w którym wymieniono Mahometa. Jest to bardzo wyblakły zapis zachowany na kodeksie zawierającym Ewangelię według Mateusza i Ewangelię według Marka. Wzmianka ta wydaje się być napisana wkrótce po bitwie nad rzeką Jarmuk stoczonej w sierpniu 636, gdzie Arabowie zadali druzgocącą klęskę Bizancjum cesarza Herakliusza. Być może autor zdawał sobie sprawę, iż były to doniosłe wydarzenia. Użyte tu zwroty „widzieliśmy” są dowodami na to, że autor był współczesny zdarzeniom, dlatego relacja jest dosyć wiarygodna i pochodzi z pierwszej ręki. Warto zaznaczyć, że tekst jest fragmentaryczny i wiele zdań jest niejasnych i spornych. Brakujące części są podane w nawiasach kwadratowych: 

...wiele wiosek zostało zniszczonych i wymordowanych przez [Arabów] Mahometa i wielka liczba ludzi została wybita i pojmana od Galilei aż po Beth [...] i ci Arabowie rozbili obóz obok [Damaszku?] [...] i widzieliśmy wszędz[ie...] oraz oliwę z oli[w]ek którą przynieśli, a także ich samych. I d[wudziestego szósteg]o maja weszli do S[ac[ella]rius]... bydło [...] [...] [...] z okolic Emesy, zaś Rzymianie (czyli Bizantyjczycy) przegonili ich [...] i dziesiątego [sierpnia] Rzymianie uciekli z okolic Damaszku [...] wiele [osób], jakieś dziesięć tysięcy. A na przełomie ro[ku] Rzymianie przyszli; i dwudziestego sierpnia w roku [dziewięćset czterdziestym]siódmym (chodzi o 635, lub 636 po Chrystusie, ponieważ autor posłużył się przy datowaniu erą Seleucydów) tam się zgromadzili w Gabitha [...] a Rzymianie oraz wielu ludzi zostało zabi[tych], wym[ordowano] [Rzy]mian, jakieś pięćdziesiąt tysięcy [...]

 W odniesieniu do Mahometa istnieją w tekście również dwie inne wzmianki: 

Rok 945 (ery Seleucydów): W piątek, czwartego lutego (chodzi o rok 634 rok ery chrześcijańskiej i dwunasty muzułmańskiej) o godzinie dziewiątej, doszło do bitwy pomiędzy Rzymianami, a Arabami Mahometa, w Palestynie, dwanaście mil na wschód od Gazy. Rzymianie uciekli, pozostawiając patrycjusza YRDNa, którego zabili Arabowie. Jakieś cztery tysiące biednych mieszkańców Palestyny zostało tam wybitych – chrześcijan, żydów i Samarytan. Arabowie zniszczyli cały region.
Rok 947: Arabowie najechali całą Syrię, a następnie Persję i podbili ją; Arabowie wspięli się na górę Mardin i zabili tam wielu mnichów w [klasztorach] Kedar i Benotho. Tam zmarł błogosławiony człowiek Szymon, odźwierny z Kedar, brat Tomasza Kapłana.

 Pierwsza z wymienionych wyżej dat, ma ogromne znaczenie, gdyż stanowi pierwsze niemuzułmańskie odniesienie do Mahometa i bywa często utożsamiane z bitwą pod Dathin.

### Nauczanie Jakuba
W Palestynie pomiędzy 634 a 640, w języku greckim został napisany antyżydowski traktat polemiczny o nazwie Doctrina Jacobi nuper baptizari (Διδασκαλία Ἰακώβου Didascalia Iacubou), czyli „Nauczanie Jakuba”. Dzieło to dotyczy dyskusji pomiędzy Żydem zmuszonym do przejścia na chrześcijaństwo, a innymi Żydami, na temat ogólnej kondycji Cesarstwa Bizantyńskiego w świetle ostatnich podbojów muzułmańskich na Bliskim Wschodzie i o tym jak powinni postąpić tak jak on, czyli nawrócić się na wiarę w Chrystusa. Tekst zawiera również jedno z najwcześniejszych odniesień do islamu, przy czym prezentuje zupełnie nowe spojrzenie na tę religię i nie nazywa Mahometa po imieniu: 

Gdy candidatus [czyli Sergiusz, dowódca armii bizantyńskiej w Palestynie] został zabity przez Saracenów, przebywałem w Cezarei i wyruszyłem statkiem do Sykaminy. Ludzie mówili: „Candidatus został zabity”, a my, Żydzi byliśmy przeszczęśliwi. A mówią też, że pojawił się prorok, pochodzący spośród Saracenów i że głosił nadejście tego jedynego Chrystusa, który miał przyjść. Przybywszy do Sykaminy zostałem zatrzymany przez pewnego starca, dobrze zorientowanego w pismach, i rzekłem do niego: „Co możesz mi powiedzieć o proroku, który pojawił się pośród Saracenów”. On odpowiedział jęcząc głęboko: „On jest fałszywy, gdyż prorocy nie są uzbrojeni w miecz. Zaprawdę oni są dziełami anarchii, popełnianymi dziś i obawiam się, że pierwszy przyszedł Chrystus, którego chrześcijanie czczą i był jedynym wysłanym przez Boga, a my w zamian przygotujmy się na przyjście Antychrysta. Zaprawdę Izajasz powiedział, że Żydzi zachowują zgorzkniałe i stwardniałe serca, że aż cała ziemia powinna być zdruzgotana. Ale pójdź, mistrzu Abrahamie, i dowiedz się o proroku, który się pojawił”. Zatem ja, Abraham, wypytałem i usłyszałem od tych, którzy go spotkali, że nie można znaleźć żadnej prawdy u tak zwanego proroka, a jedynie przelanie krwi ludzkiej. Mówi też [w sensie Mahomet], że posiada klucze do nieba, co jest niewiarygodne.

### Sebeos
Kolejna niemuzułmańska relacja pochodzi prawdopodobnie z drugiej połowy VII wieku, bądź początku VIII, od ormiańskiego biskupa Sebeosa. Z jego kroniki wynika, że żył podczas wielu opisywanych przez siebie wydarzeń. Sebeos zakończył swoją narrację na początku pierwszej fitny, czyli około 660, co sugeruje, że pisał wkrótce po tej dacie. Sebeos był pierwszym niemuzułmańskim pisarzem, który przedstawił teorię powstania islamu. Na temat Mahometa wyraził się następującymi słowy: 

Dwanaście plemion reprezentuje wszystkie rody Żydów, zgromadzonych w mieście Edessa. Gdy zobaczyli oni, jak perskie oddziały opuszczają w spokoju miasto, zamknęli bramy i umocnili się. Następnie odmówili wejścia do miasta wojskom rzymskiego [czyli bizantyńskiego] władcy. Wówczas Herakliusz, cesarz Rzymu, wydał rozkaz, aby je oblec. Kiedy Żydzi zdali sobie sprawę, że nie mogą mu się oprzeć militarnie, obiecali zawrzeć z nim pokój. Otwarłszy bramy miasta, udali się przed oblicze Herakliusza, a on zarządził, iż powinni oni odejść i pozostać na swoim miejscu. Wyruszyli więc, obierając drogę przez pustynię do Arabii tachkastańskiej, do synów Izmaela. Żydzi wezwali Arabów na pomoc i zbratali się z nimi, poprzez relację wynikającą z ksiąg Starego Testamentu. Chociaż Arabowie byli przekonani o ich bliskich powiązaniach, nie potrafili osiągnąć porozumienia z Żydami, ze względu na ich dużą liczebność, ponieważ byli podzieleni między sobą na tle religijnym. W tym okresie, jeden z nich stał się nad wyraz popularny. Był to mężczyzna wywodzący się z synów Izmaela i znany jako Mahmed. Głosił on o ‘Drodze Prawdy’, która została mu objawiona rzekomo na rozkaz Boga. Mahmed nauczał ich rozpoznawać Boga Abrahama, zwłaszcza od czasu, kiedy dowiedział się o historii Mojżesza. Ponieważ polecenie [dane Mahmedowi] miało pochodzić z wysoka [czyli od Boga], nakazał im wszystkim zebrać się razem i zjednoczyć w wierze. Porzuciwszy składanie czci próżnym rzeczom, odwrócili się ku Bogu żywemu, który objawił się ich ojcu, Abrahamowi. Mahmed ustanowił, iż nie mogą jeść padliny, pić wina, mówić nieprawdy, ani cudzołożyć. Powiedział: „Bóg obiecał ten kraj Abrahamowi, a po nim jego synom, na wieczność. A co zostało obiecane, to zostało też i spełnione w tym czasie, kiedy Bóg umiłował Izraela. Teraz wszakże jesteście synami Abrahama, a Bóg musi spełnić obietnicę daną Abrahamowi i jego synom na was. Miłujcie tylko Boga Abrahama, wyruszcie i przejmijcie kraj obiecany waszemu ojcu Abrahamowi przez Boga. Nikt nie może z powodzeniem oprzeć się wam na wojnie, gdyż Bóg jest z wami”.

### Teofan Wyznawca
Bizantyński kronikarz, historyk i duchowny o imieniu Teofan Wyznawca, piszący w drugim dziesięcioleciu IX wieku, czyli około sto osiemdziesiąt lat po śmierci Mahometa, dostarczył na jego temat dość szczegółowe informacje.
Teofan Wyznawca podał między innymi, iż Mahomet zmarł w 629, lub 630, podczas gdy wedle tradycji muzułmańskiej miało to miejsce w czerwcu 632 roku. Informacje przekazane przez Teofana są bez wątpienia tendencyjne i mają one na celu przede wszystkim ukazać proroka islamu w zdecydowanie złym świetle, jako fałszywego proroka i oszusta. Nie jest to niczym niezwykłym, jeśli wziąć pod uwagę kim był autor tejże relacji, jednak dwie rzeczy są warte szczególnej uwagi. Otóż po pierwsze widać, iż Teofanes w swoim opisie korzystał z ustnej tradycji muzułmańskiej i wplótł ją jako główny szkielet biografii Mahometa. Po drugie, jeśli pominie się oszczerczą narrację, oraz tradycję zaczerpniętą od muzułmanów widać, że wyraźnie zaznaczony został aspekt bezpośredniego pochodzenia islamu od judaizmu. Motyw ten pojawił się także u Sebeosa i stanowi ważną poszlakę w kwestii genezy islamu, oraz wspiera hipotezy wspomnianych wyżej naukowców; Karla-Heinza Ohliga, Johna Wansbrough, Patricii Crone i Michaela Cooka.

## Poglądy zachodnich historyków

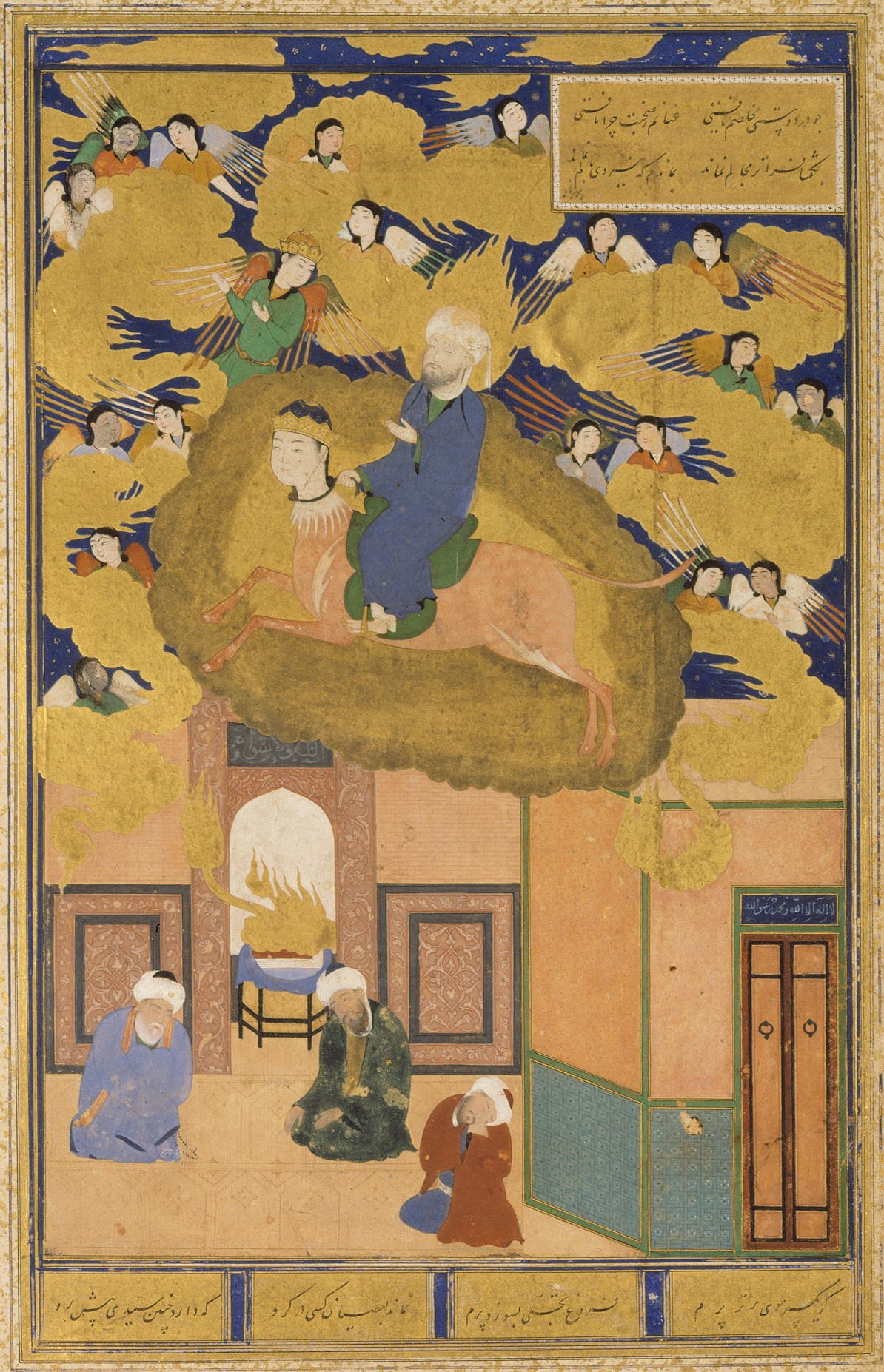
Wizerunek Mahometa podczas miradżu

Próby odróżnienia historycznych elementów od niehistorycznych na temat Mahometa nie odniosły spodziewanych skutków. Głównym źródłem trudności w dążeniu do „historycznego Mahometa” jest współczesny brak wiedzy na temat przedislamskiej Arabii. Według Harolda Motzkiego, z jednej strony nie jest możliwe dokonywanie historycznego opisu proroka bez posłużenia się źródłem bezkrytycznie, podczas gdy z drugiej strony, w przypadku stosowania krytyki źródłowej, nie da się w ogóle napisać takiej biografii. Wspomniany już wcześniej historyk Michael Cook jest zdania, że niezależne od tradycji islamskiej, dowody wykluczają jakąkolwiek wątpliwość co do tego, czy Mahomet był prawdziwą postacią, a nie fikcyjną i wyraźnie widać, że stał się on centralną postacią nowej religii dopiero dekady po jego śmierci. Cook donosi jednak, że te dowody są sprzeczne z islamskim światopoglądem w niektórych aspektach, jak na przykład w kwestii autorstwa Koranu.
Muhammad Sven Kalisch, Niemiec, który przeszedł na islam i był pierwszym profesorem teologii muzułmańskiej, a następnie odstąpił od tej wiary, wyraził pogląd, że prorok Mahomet prawdopodobnie nigdy nie istniał. Podobne poglądy były również wysuwane przez innych badaczy, jak na przykład przez Holendra Hansa Jensena. Z kolei Yehuda D. Nevo i Judith Koren w książce zatytułowanej Crossroads to Islam z 2003 roku, na podstawie badań archeologicznych wyrazili pogląd, że Mahomet nigdy nie istniał, a monoteistyczny islam wykształcił się po jakimś czasie od jego przypuszczalnej śmierci. Niemiecki archeolog Volker Popp zaproponował, że zarówno słowa Muḥammad, jak i ‘Alī pierwotnie były używane jako tytuły nadany Jezusowi Chrystusowi przez syryjskich chrześcijan w Imperium Sasanidów, ponieważ muhammad czyli „błogosławiony”, lub „wychwalany” (w sensie przez Boga) to odpowiednik greckiego benedictus (ευλογηµένος), które pojawia się w Nowym Testamencie. Jest to tak zwane imię teoforyczne, czyli odwołujące się do Boga.